# André Parmentier
André Joseph Parmentier (* 29. Mai 1876 in Sauveterre-de-Guyenne; † 1939) war ein französischer Sportschütze.

## Erfolge
André Parmentier nahm an den Olympischen Spielen 1908 in London und 1920 in Antwerpen teil. 1908 gewann er  gemeinsam mit Eugène Balme, Albert Courquin, Léon Johnson, Maurice Lecoq und Raoul de Boigne mit dem Freien Gewehr im Dreistellungskampf die Bronzemedaille hinter Norwegen und Schweden. Den Mannschaftswettbewerb mit dem Armeegewehr über sechs Distanzen schloss er auf dem vierten Rang ab. Bei den Olympischen Spielen 1920  trat er in acht Disziplinen an und gewann in der Liegend-Position mit dem Armeegewehr im Mannschaftswettbewerb an der Seite von Achille Paroche, Léon Johnson, Georges Roes und Émile Rumeau die Silbermedaille. In vier weiteren Disziplinen platzierte er sich unter den besten Fünf im Klassement.
Bei Weltmeisterschaften gewann Parmentier neun Medaillen. Mit dem Freien Gewehr wurde er in den Einzelkonkurrenzen 1908 in Wien im liegenden und 1909 in Hamburg im stehenden Anschlag Vizeweltmeister. In Mannschaftswettbewerben war er insbesondere mit dem Freien Gewehr im Dreistellungskampf erfolgreich. Zwischen 1908 und 1921 gewann er mit der Mannschaft fünf Silber- und zwei Bronzemedaillen. 